# فيدات أوكيار
فيدات أوكيار (بالتركية: Vedat Okyar)‏ هو صحافي ولاعب كرة قدم تركي في مركز الدفاع، ولد في 1 أغسطس 1945 في مدينة بورصة في تركيا، وتوفي في 20 يوليو 2009 في إسطنبول في تركيا بسبب سرطان القولون. شارك مع منتخب تركيا تحت 21 سنة لكرة القدم ومنتخب تركيا لكرة القدم. أما مع النوادي، فقد لعب مع بورصة سبور ونادي بشكتاش ونادي فاتح كاراغومروك.

## وصلات خارجية
- فيدات أوكيار على موقع اتحاد تركيا (لاعب) (الإنجليزية)
- فيدات أوكيار على موقع قاعدة بيانات كرة القدم.إي يو (الإنجليزية)
- فيدات أوكيار على موقع عالم كرة القدم.نت (الإنجليزية)